# Liste der Monuments historiques in Tagnon
Die Liste der Monuments historiques in Tagnon führt die Monuments historiques in der französischen Gemeinde Tagnon auf.

## Liste der Immobilien
| Bezeichnung      | Beschreibung            | Standort               | Kennzeichnung | Schutzstatus | Datum | Bild           |
| ---------------- | ----------------------- | ---------------------- | ------------- | ------------ | ----- | -------------- |
| Kirche St-Pierre | aus dem 13. Jahrhundert | Rue de l’Église (Lage) | PA00078529    | Inscrit      | 1926  | weitere Bilder |